# Kinga Głyk
Kinga Głyk (født 27. januar 1997 i Rydułtowy i Polen) er en polsk bassist og komponist. Hun er kendt for sine virtouse coverversioner - blandt andet af Eric Claptons kæmpehit, Tears in Heaven, og Chick Coreas Armando's Rhumba.

## Baggrund
Głyk voksede op i den minebyen Rydułtowy i det sydlige Polen, hvor hun allerede som 12-årig optrådte i bandet "Głyk P.I.K Trio", hvor hendes far, trommeslageren Irek Głyk, var kapelmester. Stærkt inspireret af bassister som Jaco Pastorius og Marcus Miller sprang hun i 2015 ud som fuldtidsprofessionel musiker - bare 18 år gammel.

## Karriere
Głyk fik sit internationale gennembrud i juni 2016, da hun uploadede sin fortolkning af Eric Clapton-hittet "Tears In Heaven" til YouTube. Her fik verden for første gang den 19-årige bassists musikalske talenter at se og høre, og siden er en række af af hendes videoer blev virale hits. Således er hendes version af Bruno Mars' hit "Finesse" blevet afspillet mere end 1,4 mio. gange på YouTube.
Głyk selv-udgav sit første album Rejestracja i marts 2015. Året efter fulgte live-albummet Happy Birthday Live. Disse udgivelser banede i 2017 vejen for en kontrakt med Warner Music, hvor hun samme år udgav albummet Dream. Dette album indholdte også en genindspilning af "Tears In Heaven" - nu med band. Denne udgave udkom desuden som single en uge forud for albummet. I forbindelse med pladekontrakten blev også Głyks to første album genudgivet.
1. november 2019 udkom Kinga Głyk med sit fjerde album, Feelings, og 26. januar 2024 fulgte albummet Real Life udgivet.

## Privatliv
Kinga Głyk er som datter af den kendte percussionist og kapelmester, Irek Głyk, vokset op med musik. Også broderen Patryk spiller trommer og har ved flere lejligheder ageret lydmand på flere af familiens koncerter. Han har desuden været producer på flere af Kingas numre.

## Diskografi

### Album
- 2015 – Rejestracja
- 2016 – Happy Birthday Live
- 2017 – Dream
- 2019 – Feelings
- 2024 – Real Life

### Singler
- 2016 – Tears In Heaven (cover)